# Daniel Cnossen
Daniel Cnossen est un biathlète, fondeur  et coureur cycliste handisport américain, né le 17 mai 1980 à Topeka.

## Biographie
Lieutenant commander des SEAL, Dan Cnossen servait en Afghanistan quand il saute sur un engin explosif improvisé en septembre 2009. Il est amputé des deux jambes à la suite de cette explosion et entame sa rééducation à l'hôpital naval de Bethesda. Il a reçu la Purple Heart et la Bronze Star.

## Palmarès

### Biathlon

#### Jeux paralympiques
| Épreuve / Édition   | 7,5 km Assis | 12,5 km Assis | 15 km Assis |
| ------------------- | ------------ | ------------- | ----------- |
| JO 2018 Pyeongchang | Or           |               |             |

### Ski de fond

#### Jeux paralympiques
| Épreuve / Édition   | 1 km Sprint assis | 7,5 km assis | 10 km assis | 15 km assis |
| ------------------- | ----------------- | ------------ | ----------- | ----------- |
| JO 2014 Sotchi      | 6e                |              | 10e         | 13e         |
| JO 2018 Pyeongchang |                   |              |             | Argent      |